# Terence O’Connor
Sir Terence James O’Connor (* 13. September 1891; † 7. Mai 1940) war ein konservativer Politiker im Vereinigten Königreich.
Er wurde bei der Wahl von 1924 für den Wahlbezirk Luton in das House of Commons gewählt, verlor aber seinen Sitz bei den Wahlen im Oktober 1929 gegen den liberalen Kandidaten Leslie Burgin.
O’Connor kehrte jedoch schon sieben Monate später durch Nachwahl im Wahlbezirk Nottingham Central in das Parlament zurück und hielt diesen Sitz bis zu seinem frühen Tode.
Er war von 1936 bis zu seinem Tod im Jahr 1940 Generalstaatsanwalt für England und Wales.
1936 wurde er als Knight Bachelor geadelt.